# Рон Влар
Рон Петар Влар (хол. Ron Peter Vlaar; Хенсброек, 16. фебруар 1985) бивши је холандски фудбалер.

## Клупска каријера
Влар је почео да игра фудбал са шест година у локалном клубу Аполо 68 где је играо све до своје 14. године. Након тога се прикључио екипи СВВ 27, где је провео само једну годину, пошто се прикључио младом тиму АЗ Алкмара.

### АЗ Алкмар
У сезони 2004-05 дебитовао је за први тим са 20 година. Те сезоне је дебитовао и у Европском такмичењу. Играо је у првој постави у полуфиналу УЕФА супер купа против екипе Спротинга из Лисабона (2-1). У АЗ Алкмару је остао до 2006. године.У дебитансткој сезони одиграо је само 5 мечева. Надао се да ће се сезоне 2005-06 пробити у први тим, али тадашњи тренер, Луј ван Гал, му није пружао пуно прилика, и одлучује да напусти клуб, у потрази за већом минутажом.

### Фајенорд
Када је стигао у екипу Фајенорда, убрзо је постао стратер. Дебитовао је 2006, али се те сезоне није наиграо због повреде стопала, због које је пропустио више од пола сезоне. Повреде су га мучиле све до 2009. године, након које његова каријера креће узлазном путањом. Постао је један од најбољих играча Фајенорда, и почетком сезоне 2010-11 добија капитенску траку, након пензионисања Ђовани ван Бронхорста. Добрим партијама привлачи пажњу других клубова и 2012. прелази у Астон Вилу.

### Астон Вила
Био је један од најбољих играча у екипи која се такмичила у Премијер лиги, најјачој лиги на свету, и убрзо је постао капитен. У децембру 2013. доживео је повреду лигамената због које је пропустио пола сезоне. У клубу је остао до 2015. године, и одлучио да не продужи уговор, већ се вратио у АЗ Алкмар, у којем и даље игра.

## Репрезентација
Играо је за репрезентацију Холандије испод 20 година и освојио Светско првенство за младе 2005. године.
Године 2006. осваја Европско првенство за играче испод 21. године, а годину дана након тога, са истом екипом, поново освајају исти трофеј победом над младом репрезентацијом Србије од 4-1.
За сениорску репрезентацију Холандије дебитовао је 2005. и играо на Еврепском првенству 2012. и на Светском првенству 2014. године. на којем је освојио бронзану медаљу.

## Приватни живот
Влар је био у браку са супругом Стефани, са којом има двоје деце. 2011 су се развели, само пар месеци након рођења њиховог другог детета.

## Трофеји

### Фајенорд
- КНВБ Куп: 2007-08

- Светско првенство: 3.место 2014

### Индивидуална признања
- Номинација за најбољег дефанзивца Холандије 2011.

## Статистика
| Клуб              | Сезона            | Лига              | Лига    | Лига   | Национали купови | Национали купови | Лига куп | Лига куп | Континетални | Континетални | Укупно  | Укупно |
| Клуб              | Сезона            | Дивизија          | Наступи | Голови | Наступи          | Голови           | Наступи  | Голови   | Наступи      | Голови       | Наступи | Голови |
| ----------------- | ----------------- | ----------------- | ------- | ------ | ---------------- | ---------------- | -------- | -------- | ------------ | ------------ | ------- | ------ |
| АЗ Алкмар         | 2004–05           | Ердевизија        | 3       | 0      | 0                | 0                | —        | —        | 2            | 0            | 5       | 0      |
| АЗ Алкмар         | 2005–06           | Ердевизија        | 7       | 0      | 0                | 0                | —        | —        | 2            | 1            | 9       | 1      |
| АЗ Алкмар         | Укупно            | Укупно            | 10      | 0      | 0                | 0                | —        | —        | 4            | 1            | 14      | 1      |
| Фајенорд          | 2005–06           | Ердевизија        | 16      | 0      | 0                | 0                | —        | —        | 0            | 0            | 16      | 0      |
| Фајенорд          | 2006–07           | Ердевизија        | 20      | 1      | 0                | 0                | —        | —        | 1            | 0            | 21      | 1      |
| Фајенорд          | 2007–08           | Ердевизија        | 4       | 1      | 0                | 0                | —        | —        | —            | —            | 4       | 1      |
| Фајенорд          | 2008–09           | Ердевизија        | 0       | 0      | 0                | 0                | —        | —        | 0            | 0            | 0       | 0      |
| Фајенорд          | 2009–10           | Ердевизија        | 32      | 4      | 1                | 1                | —        | —        | —            | —            | 33      | 5      |
| Фајенорд          | 2010–11           | Ердевизија        | 32      | 2      | 0                | 0                | —        | —        | 2            | 0            | 34      | 2      |
| Фајенорд          | 2011–12           | Ердевизија        | 32      | 0      | 0                | 0                | —        | —        | —            | —            | 32      | 0      |
| Фајенорд          | Укупно            | Укупно            | 136     | 8      | 1                | 1                | —        | —        | 3            | 0            | 140     | 9      |
| Астон Вила        | 2012–13           | Премијер Лига     | 27      | 2      | 1                | 0                | 3        | 0        | —            | —            | 31      | 2      |
| Астон Вила        | 2013–14           | Премијер Лига     | 32      | 0      | 0                | 0                | 2        | 0        | —            | —            | 34      | 0      |
| Астон Вила        | 2014–15           | Премијер Лига     | 20      | 0      | 3                | 0                | 0        | 0        | —            | —            | 23      | 0      |
| Астон Вила        | Укупно            | Укупно            | 79      | 2      | 4                | 0                | 5        | 0        | 0            | 0            | 88      | 2      |
| АЗ Алкмар         | 2015–16           | Ердевизија        | 17      | 1      | 2                | 0                | —        | —        | 9            | 0            | 28      | 1      |
| АЗ Алкмар         | 2016–17           | Ердевизија        | 24      | 0      | 1                | 0                | —        | —        | 0            | 0            | 25      | 0      |
| АЗ Алкмар         | 2017–18           | Ердевизија        | 6       | 0      | 0                | 0                | —        | —        | —            | —            | 6       | 0      |
| АЗ Алкмар         | Укупно            | Укупно            | 47      | 1      | 3                | 0                | —        | —        | 9            | 0            | 59      | 1      |
| Укупно у каријери | Укупно у каријери | Укупно у каријери | 272     | 11     | 8                | 1                | 5        | 0        | 16           | 1            | 301     |        |

### Репрезентација
| Национални тим Холандије | Национални тим Холандије | Национални тим Холандије |
| Година                   | Наступи                  | Голови                   |
| ------------------------ | ------------------------ | ------------------------ |
| 2005                     | 2                        | 0                        |
| 2010                     | 2                        | 0                        |
| 2012                     | 10                       | 1                        |
| 2013                     | 7                        | 0                        |
| 2014                     | 11                       | 0                        |
| Укупно                   | 32                       | 1                        |